# هاري دونوفان
هاري دونوفان (بالإنجليزية: Harry Donovan)‏ مواليد 10 سبتمبر 1926 في يونيون سيتي، هو لاعب كرة سلة أمريكي معتزل. بدأ مسيرته الاحترافية في سنة 1949. تم اختياره من قبل فريق نيويورك نيكس خلال الدرافت. حمل الرقم 16. يبلغ طوله 6 قدم 2 بوصة (1.9 م). اعتزل اللعب في 1951.

## روابط خارجية
- هاري دونوفان على موقع إن بي أي (الإنجليزية)
- هاري دونوفان على موقع سبورتس رفرنس (الإنجليزية)
- هاري دونوفان على موقع كلية كرة السلة في سبورتس رفرنس.كوم (الإنجليزية)
- هاري دونوفان على موقع ريلجم (الإنجليزية)
- هاري دونوفان على موقع بروبوليرز (الإنجليزية)